# 결과적 가중범
결과적 가중범(結果的 加重犯)은 고의에 기한 기본범죄에 의하여 행위자가 예견하지 않았던 중한 결과가 발생한 때에 그 형이 가중되는 범죄유형을 뜻한다. 같은 결과를 과실로 실현한 과실범보다 가중처벌하는 이유는 중한 결과가 고의적인 기본범죄에 전형적으로 내포된 잠재적인 위험의 실현이라는 점에서 단순한 과실범보다 행위반가치가 크기 때문이다. 결과적가중범에 대한 교사 또는 방조가 가능하다. 결과적 가중범의 기본범은 모두 고의범이다.

## 가중처벌의 근거
책임주의는 결과적 가중범에 대하여, 첫째 중한 결과에 대한 가중의 근거로서 책임 있는 결과를 요구하고, 둘째 그 가중의 정도를 책임의 정도를 초과하지 않을 것을 요구한다.

## 종류

### 진정결과적 가중범
진정결과적 가중범이란 고의에 의한 기본범죄에 기하여 과실로 중한 결과를 발생케 한 경우를 말한다. 폭행치사상죄 등은 대부분의 결과적 가중범이다.

### 부진정결과적 가중범
부진정결과적 가중범이란 고의에 의한 기본범죄에 기하여 중한 결과를 과실뿐만 아니라 고의로 발생케 한 경우를 말한다. 예로는 현주건조물방화치사상죄, 특수공무집행방해치상죄, 교통방해치상죄 등이 있다. 부진정결과적 가중범은 중한 결과를 과실로 야기한 경우뿐만 아니라 고의에 의한 경우에도 성립한다.

## 성립요건

### 구성요건해당성
형법상 결과적 가중범의 기본범죄는 고의범이어야 한다. 기본범죄에 미수범 처벌규정이 있을 경우에는 기본범죄는 기수, 미수를 불문한다. 그러나 기본범죄에 미수범 처벌규정이 없을 경우에는 기본범죄가 기수인 경우에 한해서 결과적 가중범이 성립할 수 있다. 기본범죄가 예비단계에 그친 상태에서 중한 결과가 발생한 경우에도 결과적 가중범이 성립될 수 있다.

### 위법성
기본범죄와 중한 결과 모두에 위법성이 인정될 때 결과적 가중범의 위법성이 인정된다. 따라서 기본범죄의 위법성이 조각되면 중한 결과의 과실범의 문제만 남고, 중한 결과의 위법성이 조각되면 기본범죄의 고의범만 성립한다.

### 책임
결과적 가중범의 책임이 인정되기 위해서는 일반범죄와 동일한 책임표지가 기본범죄와 중한 결과 모두에 존재해야 한다.

## 결과적 가중범의 공동정범
부진정결과적 가중범은 기본범죄와 중한 결과에 모두에 대해서 고의가 있으므로 결과적 가중범의 공동정범이 가능하다. 판례는 결과적 가중범의 공동정범이 성립하기 위해서는 기본범죄를 공모할 것을 요한다. 그러나 실행행위의 분담까지는 요하지 않는다.

### 공모와 실행행위의 분담 여부
피고인이 여러 공범들과 피해자를 상해하기로 공모하고, 피고인 등은 상피고인의 사무실에서 대기하고, 실행행위를 분담한 공모자 일부가 사건현장에 가서 위 피해자를 상해하여 사망케 한 경우, 피고인은 상해치사죄의 공동정범에 해당한다.

## 결과적 가중범의 교사와 방조
정범이 교사, 방조의 범위를 초과하여 중한 결과를 발생시켰을 경우 교사, 방조자에게 결과적 가중범의 교사, 방조가 성립할 수 있는지가 문제된다. 판례는 기존범죄에 대한 교사, 방조자에게 중한 결과에 대한 스스로의 과실이 있는 경우에는 결과적 가중범의 교사, 방조가 성립한다는 긍정설의 입장이다.

## 판례
- 결과적 가중범인 상해치사죄의 공동정범은 폭행 기타의 신체침해행위를 공동으로 할 의사가 있으면 성립되고 결과를 공동으로 할 의사는 필요 없다.[3]

### 부진정결과적가중범인 현존건조물방화치상죄
- 제164조 후단이 규정하는 현존건조물방화치상죄와 같은 이른바 부진정결과적가중범은 예견가능한 결과를 예견하지 못한 경우뿐만 아니라 그 결과를 예견하거나 고의가 있는 경우까지도 포함하는 것이므로 이 사건에서와 같이 사람이 현존하는 건조물을 방화하는 집단행위의 과정에서 일부 집단원이 고의행위로 살상을 가한 경우에도 다른 집단원에게 그 사상의 결과가 예견 가능한 것이었다면 다른 집단원도 그 결과에 대하여 현존건조물방화치사상의 책임을 면할 수 없는 것인바, 피고인을 비롯한 집단원들이 당초 공모시 쇠파이프를 소지한 방어조를 운용하기로 한 점에 비추어 보면 피고인으로서는 이 사건 건물을 방화하는 집단행위의 과정에서 상해의 결과가 발생하는 것도 예견할 수 있었다고 보이므로, 이 점에서도 피고인을 현존건조물방화치상죄로 의율할 수 있다.[4].

### 부진정결과적가중범과 고의범의 경합관계
- 기본범죄를 통하여 고의로 중한 결과를 발생하게 한 경우에 가중 처벌하는 부진정결과적가중범에서, 고의로 중한 결과를 발생하게 한 행위가 별도의 구성요건에 해당하고 그 고의범에 대하여 결과적가중범에 정한 형보다 더 무겁게 처벌하는 규정이 있는 경우에는 그 고의범과 결과적가중범이 상상적 경합관계에 있지만, 위와 같이 고의범에 대하여 더 무겁게 처벌하는 규정이 없는 경우에는 결과적가중범이 고의범에 대하여 특별관계에 있으므로 결과적가중범만 성립하고 이와 법조경합의 관계에 있는 고의범에 대하여는 별도로 죄를 구성하지 않는다. 직무를 집행하는 공무원에 대하여 위험한 물건을 휴대하여 고의로 상해를 가한 경우에는 특수공무집행방해치상죄만 성립할 뿐, 이와는 별도로 폭력행위 등 처벌에 관한 법률 위반(집단·흉기 등 상해)죄를 구성하지 않는다.[5]

### 부진정결과적가중범의 개념
- 특수공무집행방해치상죄는 원래 결과적가중범이기는 하지만, 이는 중한 결과에 대하여 예견가능성이 있었음에 불구하고 예견하지 못한 경우에 벌하는 진정결과적가중범이 아니라 그 결과에 대한 예견가능성이 있었음에도 불구하고 예견하지 못한 경우뿐만 아니라 고의가 있는 경우까지도 포함하는 부진정결과적가중범이다. 고의로 중한 결과를 발생케 한 경우에 무겁게 벌하는 구성요건이 따로 마련되어 있는 경우에는 당연히 무겁게 벌하는 구성요건에서 정하는 형으로 처벌하여야 할 것이고, 결과적가중범의 형이 더 무거운 경우에는 결과적가중범에 정한 형으로 처벌할 수 있도록 하여야 할 것이므로, 기본범죄를 통하여 고의로 중한 결과를 발생케 한 부진정결과적가중범의 경우에 그 중한 결과가 별도의 구성요건에 해당한다면 이는 결과적가중범과 중한 결과에 대한 고의범의 상상적 경합관계에 있다고 보아야 할 것이다.[6]
- 피고인들이 피해자들의 재물을 강취한 후 그들을 살해할 목적으로 현주건조물에 방화하여 사망에 이르게 한 경우, 피고인들의 행위는 강도살인죄와 현주건조물방화치사죄에 모두 해당하고 그 두 죄는 상상적 경합범관계에 있다.[7]
- 형법 제164조 후단이 규정하는 현주건조물방화치사상죄는 그 전단이 규정하는 죄에 대한 일종의 가중처벌 규정으로서 과실이 있는 경우뿐만 아니라, 고의가 있는 경우에도 포함된다고 볼 것이므로 사람을 살해할 목적으로 현주건조물에 방화하여 사망에 이르게 한 경우에는 현주건조물방화치사죄로 의율하여야 하고 이와 더불어 살인죄와의 상상적경합범으로 의율할 것은 아니며, 다만 존속살인죄와 현주건조물방화치사죄는 상상적경합범 관계에 있으므로, 법정형이 중한 존속살인죄로 의율함이 타당하다.[8]

### 결과적 가중범의 미수
- 강간이 미수에 그친 경우라도 그 수단이 된 폭행에 의하여 피해자가 상해를 입었으면 강간치상죄가 성립하는 것이며, 미수에 그친 것이 피고인이 자의로 실행에 착수한 행위를 중지한 경우이든 실행에 착수하여 행위를 종료하지 못한 경우이든 가리지 않는다.[9]
- 위험한 물건인 전자충격기를 사용하여 강간을 시도하다가 미수에 그치고, 피해자에게 약 2주간의 치료를 요하는 안면부 좌상 등의 상해를 입힌 사안에서, 성폭력범죄의 처벌 및 피해자보호등에 관한 법률에 의한 특수강간치상죄가 성립한다[10]

### 결과적 가중범의 공동정범
- 결과적가중범인 상해치사죄의 공동정범은 폭행 기타의 신체침해행위를 공동으로 할 의사가 있으면 성립되고 결과를 공동으로 할 의사는 필요 없다 할 것이므로 패싸움 중 한사람이 칼로 찔러 상대방을 죽게 한 경우에 다른 공범자가 그 결과 인식이 없다 하여 상해치사죄의 책임이 없다고 할 수 없다.[11]

### 범죄 실행에 직접 가담하지 않은 강간공모자와 강간치상죄의 공동정범의 죄책
- 공동정범의 경우에 공모자 전원이 일정한 일시, 장소에 집합하여 모의하지 아니하고 공범자 중 수인을 통하여 범의의 연락이 있고 그 범의내용에 대하여 포괄적 또는 개별적인 의사연락이나 그 인식이 있었다면 그들 전원이 공모관계에 있다 할 것이고, 이와 같이 공모한 후 공범자중의 1인이 설사 범죄 실행에 직접 가담하지 아니하였다 하더라도 다른 공모자가 분담실행한 공모자가 실행한 행위에 대하여 공동정범의 책임이 있다 할 것이며, 공범자중 수인이 강간의 기회에 상해의 결과를 야기하였다면 다른 공범자가 그 결과의 인식이 없었더라도 강간치상죄의 책임이 없다고 할 수 없다.[12]

### 특수공무집행방해치상죄의 주관적 성립 요건
- 어느 범죄에 2인 이상이 공동가공하는 경우 공모는 법률상 어떠한 정형을 요구하는 것이 아니고 2인 이상이 공모하여 범죄에 공동가공하여 범죄를 실현하려는 의사의 결합만 있으면 되는 것으로서, 비록 암묵적으로라도 수인 사이에 의사가 상통하여 의사의 결합이 이루어지면 공모관계가 성립하고, 이러한 공모가 이루어진 이상 실행행위에 직접 관여하지 아니한 자라도 다른 공모자의 행위에 대하여 공동정범으로서 형사책임을 지며, 또 결과적가중범의 공동정범은 기본행위를 공동으로 할 의사가 있으면 성립하고 결과를 공동으로 할 의사는 필요 없는바, 특수공무집행방해치상죄는 단체 또는 다중의 위력을 보이거나 위험한 물건을 휴대하고 직무를 집행하는 공무원에 대하여 폭행·협박을 하여 공무원을 사상에 이르게 한 경우에 성립하는 결과적가중범으로서 행위자가 그 결과를 의도할 필요는 없고 그 결과의 발생을 예견할 수 있으면 족하다.[13]

### 결과적 가중범의 교사·방조범
- 교사자가 피교사자에 대하여 상해 또는 중상해를 교사하였는데 피교사자가 이를 넘어 살인을 실행한 경우 일반적으로 교사자는 상해죄 또는 중상해죄의 교사범이 되지만 이 경우 교사자에게 피해자의 사망이라는 결과에 대하여 과실 내지 예견가능성이 있는 때에는 상해치사죄의 교사범으로서의 죄책을 지울 수 있다.[14]
- 결과적 가중범인 상해치사죄의 공동정범은 폭행 기타의 신체침해 행위를 공동으로 할 의사가 있으면 성립되고 결과를 공동으로 할 의사는 필요 없으며, 여러 사람이 상해의 범의로 범행 중 한 사람이 중한 상해를 가하여 피해자가 사망에 이르게 된 경우 나머지 사람들은 사망의 결과를 예견할 수 없는 때가 아닌 한 상해치사의 죄책을 면할 수 없다.[15]
- 피고인이 피해자의 멱살을 잡아 흔들고 주먹으로 가슴과 얼굴을 1회씩 구타하고 멱살을 붙들고 넘어뜨리는 등 신체 여러 부위에 표피박탈, 피하출혈 등의 외상이 생길 정도로 심하게 폭행을 가함으로써 평소에 오른쪽 관상동맥폐쇄 및 심실의 허혈성심근섬유화증세 등의 심장질환을 앓고 있던 피해자의 심장에 더욱 부담을 주어 나쁜 영향을 초래하도록 하였다면, 비록 피해자가 관상동맥부전과 허혈성심근경색 등으로 사망하였더라도, 피고인의 폭행의 방법, 부위나 정도 등에 비추어 피고인의 폭행과 피해자의 사망과 간에 상당인과관계가 있었다고 볼 수 있다.[16]

## 해당범죄
- 특수공무집행방해치상죄
- 현주건조물방화치상죄

## 참고 문헌
- 손동권, 『체계적 형법연습』, 율곡출판사, 2005. (ISBN 89-85177-91-5)
- 이정원. "결과적가중범의 미수에 관한 연구." 법학논총 19.3 (2012): 381-400.
- 김동욱,김지훈,김만호. "항공안전관련법 등에서의 과실범 및 결과적가중범에 대한 연구." 원광법학 29.3 (2013): 205-232.
- 임석원. "결과적 가중범의 쟁점." 경기도: 한국학술정보, 2007.
- 조상제. "결과적 가중범의 주요 쟁점." 서울: 세창출판사, 2007.
- 문채규. 결과적 가중범과 그 미수범에 관한 선행연구의 분석과 형법각칙상 해당규정의 총체적 정비를 위한 구체적인 개정입법모델에 관한 연구. 2011.

## 같이 보기
- 고의 (법)
- 과실